# Constantin Prezan

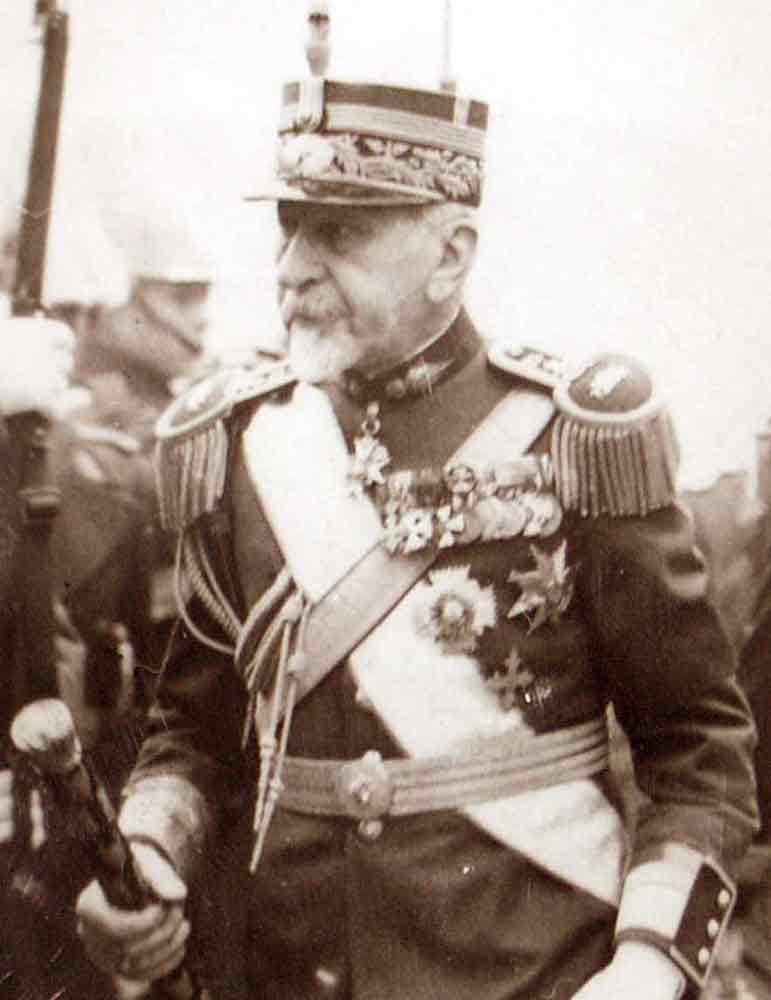
Constantin Prezan

Constantin Prezan (27 de janeiro de 1861 - 27 de agosto de 1943) foi um General e depois Marechal romeno, nascido em Butimanu, comandou o exército durante a Campanha Romena.
Quando os romenos tiveram que recuar para o Leste já na atual Moldávia, Prezan foi um dos que ajudaram na evacuação e na recriação do exército em 1917; Entre julho e agosto de 1917, Prezan assumiu o comando do Estado-maior que tinha dentre seus ajudantes, o tenente-coronel Ion Antonescu. Prezan conseguiu parar o avanço alemão do General Mackensen no Sul. Quando a guerra terminou, Prezan foi promovido à Marechal.
Constantin Prezan faleceu em 27 de agosto de 1943, em Bucareste.